# 할라이브 트라이앵글
할라이브 트라이앵글(Halayeb Triangle, Hala'ib Triagle, مثلث حلايب)은 면적 20,580 km2에 달하는 홍해의 아프리카 해안에 위치한 이집트의 정치적 경계(1899년 조약에 따라 정해진 북위 22도선)이북과 행정적 경계(1902년 조약에 따라 정해진 경계)이남 사이의 영토이다. 중심지는 할라이브(Halayeb)이며, 그외에 유일하게 인구가 집중된 도시로 할라이브에서 북서쪽으로 30 km 떨어진 홍해 연안의 아부 라마드(Abu Ramad)가 있다. 두 경계가 만나는 점의 반대편의 비르 타윌은 어느 나라도 영유권을 주장하지 않고 있다.

## 역사

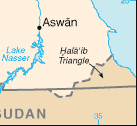
할라이브 트라이앵글의 위치

이 지역의 주권은 명확하게 결정되어 있지 않다. 이집트와 수단 양국이 이지역에 대한 주권을 주장하고 있다.
그레이트브리튼 아일랜드 연합 왕국이 이지역에 주된 영향력을 행사하고 있던 1899년, 그레이트브리튼 아일랜드 연합 왕국의 보호령이었던 이집트와 수단간에 22도선을 양국의 경계로 삼는 협정이 채결된다. 그러나 1902년 영국은 자신들의 편의를 위해 별도의 "행정 경계"를 다시 설정하게 되는데 북위 22도선 윗쪽에 있었던 삼각형 모양의 영토를 수단의 영토로 편입시킨다. 이 지역이 이집트의 수도인 카이로보다 수단의 수도인 하르툼에 더 가까우므로 하르툼에 있는 총독의 관할하에 있는 것이 합당하다는 판단 때문이었다.
1958년 2월, 이집트 대통령 가말 압델 나세르는 이집트군을 이 지역에 파견하지만 얼마안가 철수시켰다. 양국이 이 지역에 대한 권리를 주장했지만, 1992년까지 이지역은 수단의 관할하에 있었다. 1992년, 수단이 이지역의 해안에 대한 탐사권을 캐나다 국적 정유회사에 넘겨주는 것에 대해 이집트가 반발했다. 양국간의 협상이 시작되었지만, 정유회사는 주권이 확정될때까지 탐사를 취소하였다.
2000년 1월, 수단은 이 지역에 주둔하고 있던 군대를 철수시켰고, 이후 이미 주둔하고 있던 이집트 군에 의해 이집트의 영토로 편입되었다. 그러나 2004년 수단 대통령 알바시르(Al-Bashir)는 수단군의 철군과 이집트의 지배에도 불구하고 이 지역에 대한 권리가 수단에 있다고 주장하여, 이 지역의 주권에 대한 이집트와 수단 간의 분쟁은 계속되고 있다.

## 같이 보기
- 할라이브
- 병합
- 비르 타윌
- 영토 분쟁